# Uropeltis

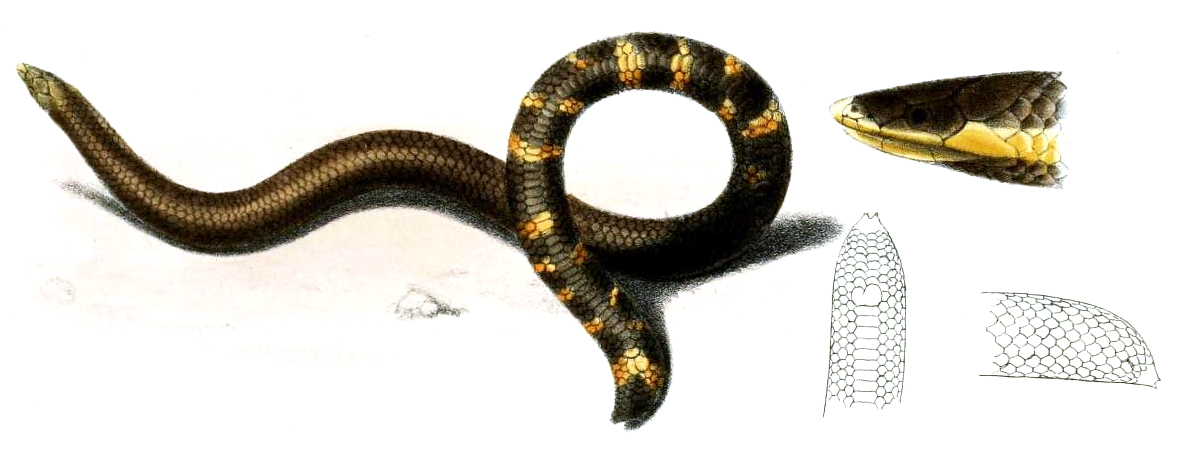
Uropeltis pulneyensis

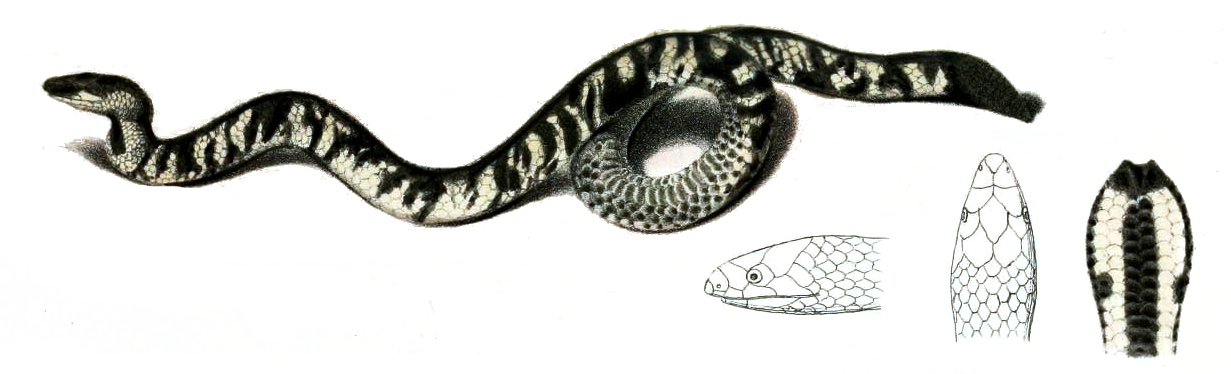
Uropeltis shorttii

Uropeltis – rodzaj węży z rodziny tarczogonowatych (Uropeltidae).

## Zasięg występowania
Rodzaj orientalny, endemiczny dla subkontynentu indyjskiego, gdzie gady te zamieszkują Indie i Sri Lankę.

## Opis
Węże o oczach położonych na tarczy ocznej, pozbawione skroni i łusek nadocznych. Ogon mają stożkowaty lub skośnie ścięty, zakończony małą tarczką. Koniec tej tarczki może być kwadratowy lub dwuspiczasty, z dwoma wierzchołkami ustawionymi tuż obok siebie.

## Systematyka

### Etymologia
- Uropeltis: gr. ουρα oura „ogon”[8]; πελτη peltē „mała tarcza bez obramowania” (tj. łuska)[9].
- Coloburus: gr. κολοβος kolobos „okaleczony, obcięty”; ουρα oura „ogon”[3]. Gatunek typowy: Uropeltis ceylanica Cuvier, 1829.
- Silybura: gr. σιλλυβον sillubon „rodzaj ostu”[10]; ουρα oura „ogon”[8]. Gatunek typowy: Silybura macrolepis Peters, 1862.

## Taksonomia i podział systematyczny
Rodzaj Uropeltis został wprowadzony w 1829 roku przez Georges’a Cuviera. Gatunkiem typowym wyznaczył on Uropeltis ceylanica. Solidność opracowania taksonomicznego tego rodzaju jest niesatysfakcjonująca. W XIX wieku wyłączono z tego rodzaju kilka nowych, które później zostały z nim zsynonimizowane i zniesione. Również wiele gatunków opisywanych było bez wyznaczenia okazów typowych, a potem znoszonych jako młodsze synonimy bez przeprowadzenia dyskusji. Część z nich może się okazać jednak faktycznymi gatunkami, jak np. U. bicatenata opisany przez Alberta Günthera w 1864, po czym zsynonimizowany, został w 2008 roku na powrót rozpoznany jako faktyczny gatunek przez D. Gowera i współpracowników.
Według pracy Gowera i innych z 2008 roku rodzaj ten liczył około 23 gatunków. Pyron i współpracownicy (2016) przenieśli gatunki U. melanogaster i U. phillipsi do rodzaju Rhinophis; jednocześnie autorzy uznali U. ruhunae za młodszy synonim U. woodmasoni, a U. smithi – za młodszy synonim gatunku Uropeltis grandis.
Baza The Reptile Database wymienia 29 gatunków z tego rodzaju:
- Uropeltis arcticeps (Günther, 1875)
- Uropeltis beddomii (Günther, 186)
- Uropeltis bhupathyi Jins, Sampaio & Gower, 2018
- Uropeltis bicatenata (Günther, 1864)
- Uropeltis broughami (Beddome, 1878)
- Uropeltis caudomaculata Gower, Das, Deepak, Gerard & Narayanan, 2024
- Uropeltis ceylanica Cuvier, 1829
- Uropeltis dindigalensis (Beddome, 1877)
- Uropeltis ellioti (Gray, 1858)
- Uropeltis grandis  (Beddome, 1867)
- Uropeltis guentheri (Beddome, 1878)
- Uropeltis jerdoni Ganesh, Punith, Adhikari & Achyuthan, 2021
- Uropeltis liura (Günther, 1875)
- Uropeltis macrolepis (Peters, 1862)
- Uropeltis macrorhyncha (Beddome, 1877)
- Uropeltis maculata (Beddome, 1878)
- Uropeltis madurensis (Beddome, 1878)
- Uropeltis myhendrae (Beddome, 1886)
- Uropeltis nitida (Beddome, 1878)
- Uropeltis ocellata (Beddome, 1863)
- Uropeltis petersi (Beddome, 1878)
- Uropeltis phipsonii (Mason, 1888)
- Uropeltis pulneyensis (Beddome, 1863)
- Uropeltis rajendrani Ganesh & Achyuthan, 2020
- Uropeltis rubrolineata (Günther, 1875)
- Uropeltis rubromaculata (Beddome, 1867)
- Uropeltis shorttii (Beddome, 1863)
- Uropeltis tricuspida Gower, 2023
- Uropeltis woodmasoni (Theobald, 1876)